# Contea di Kauai
La contea di Kauai (in hawaiano Kalana o Kaua‘i, in inglese Kauai County) è una contea dello Stato delle Hawaii, negli Stati Uniti. La popolazione al censimento del 2000 era di 58 463 abitanti. Il capoluogo di contea è  Līhuʻe.

## Geografia fisica
Il territorio comprende le isole di Kauai, Niihau, Lehua e Kaula. Le isole sono di origine vulcanica.
Lo United States Census Bureau certifica che l'estensione della contea è di 3280 km², di cui 1612 km² su terraferma.

### Contee confinanti
- Contea di Honolulu (Hawaii) - sud-est

## Census-designated place
| - Anahola - Eleele - Hanalei - Hanamaulu - Hanapepe - Kalaheo - Kalihiwai - Kapa'a | - Kaumakani - Kekaha - Kilauea - Koloa - Lawai - Lihue - Omao - Pakala Village | - Poipu - Princeville - Puhi - Wailua - Wailuā Homesteads - Waimea - Wainiha |

## Gemellaggi[3]
- Distretto di Ōshima (Yamaguchi), dal 1963
- Ishigaki, dal 1988
- Moriyama, dal 1983
- Whitby, dal 1987
- Cooktown, dal 1989
- Santa (Ilocos Sur), dal 1991
- Qinhuangdao, dal 1993
- Bangued, dal 2000
- Urdaneta (Pangasinan), dal 2000
- Papenoo, dal 2000
- Contea di Penghu, dal 2007
- Ponta Delgada, dal 2008
- Laoag, dal 2011
- Iwaki, dal 2012
- Davao, dal 2018